# Кутна Гора (округ)
Кутногріський округ (чеськ. Okres Kutná Hora, Okres Kutnohorský) — один з 12 округів Середньочеського краю Чеської Республіки. Адміністративний центр — місто Кутна Гора. Площа округу — 916,93 км², населення становить 74 495 осіб. В окрузі налічується 88 населених пунктів, у тому числі 4 міста і 5 містечок.

## Муніципалітети
- Ледечко
- Ужице